# Henry Garnet Forrest
Henry Garnet Forrest, avstralski častnik, vojaški pilot in letalski as, * 5. december 1895, Melbourne, Viktorija, Avstralija, † ok. 1950.  	
Stotnik Forrest je v svoji vojaški karieri dosegel 11 zračnih zmag. 

## Odlikovanja
- Distinguished Flying Cross (DFC)